# Farag Foda
Farag Foda (limba arabă فرج فوده, n. 1946 în apropiere de Damietta, Delta Nilului – d. 7 iunie 1992, Cairo, ucis) a fost un proeminent profesor, scriitor și activist egiptean pentru drepturile omului.

## Biografie
Foda s-a născut în apropierea orașului Dumyāṭ din delta Nilului. A lucrat ca profesor de agricultură  și a scris numeroase cărți și articole în revista egipteană Octombrie .
Foda era recunoscut pentru satirele sale critice și tranșante despre fundamentalismul Egiptean după ce, în multe articole a evidențiat puncte slabe ale ideologiei islamiste (extremiste). Foda, declarat musulman, considera că își apără religia împotriva distorsionărilor islamiștilor. Cu puțin înainte de asasinarea lui, ironizase o dispută nerezolvată în rândurile ulamalelor (învățaților musulmani) Abd al-Hamid Kishk, unul din cei mai mari predicatori egipteni. Acesta susținuse, în fața unei audiențe, ideea că "Musulmanii care intrau în paradis se vor bucura de erecții eterne și de compania unor băieți tineri împodobiți cu cercei și lănțișoare"

## Asasinarea
Pe 8 iunie 1992, Foda, după ce și-a părăsit biroul, a fost împușcat de doi fundamentaliști. Fiul său și alte persoane din preajma sa la acel moment au fost răniți serios în atac. Gruparea Al-Gama'a al-Islamiyya și-a asumat responsabilitatea . Înainte de moartea sa, Farag Foda fusese acuzat de blasfemie de universitatea Al-Azhar din Egipt . Ulemalele din Al-Azhar au adoptat o fata (sentință musulmană) emisă de Sheikh-ul de la al-Azhar, Jadd al-Haqq, care îi clasifica pe Foda și alți intelectuali drept "inamici ai islamului"  Al-Gama'a al-Islamiyya explicitly referred to the Al-Azhar fatwā when claiming responsibility.. Gruparea islamistă Al-Gama'a al-Islamiyya face referire la această fatwa atunci când își asumă responsabilitatea crimei. Un 'ulama de la Al-Azhar, Mohammed al-Ghazali, care îl numise pe Foda apostat, a fost chemat la procesul ce judeca soarta ucigașilor săi și a declarat: "Omorârea lui Farag Foda a fost, de fapt, implementarea pedepsei asupra lui apostat pe care imamul (conducătorul unei comunități de musulmani, aici critică la adresa guvernului) a dat greș în a o implementa" (http://www.meforum.org/700/arab-liberals-prosecute-clerics-who-promote-murder). 8 din cei 13 islamiști acuzați de crima au fost astfel, achitați.
În legătura cu acuzația de apostazie, fiica cea mare a lui Foda susține: "Tatăl meu a fost un gânditor islamic în toată puterea cuvântului și a apărat din toată inima islamul moderat. Îi chem pe cei care l-au ucis să găseasca un sigur text în scrierile sale împotriva islamului."
Unul dintre cei care i-a instigat și ațâțat pe criminalii lui Foda, Abu El'Ela Abdrabu (Abu Al-'Ela Abd Rabbo) a fost eliberat din închisoare în 2012 sub guvernarea lui Mohamed Morsi, dupa ce și-a ispășit pedeapsa. Abdrabu a fost intervievat de Tony Khalifa într-un show și a declarat că Foda a fost un apostat și merita să moară. A recunoscut, totuși, că, dacă i s-ar acorda șansa de a își regândi acțiunile nu l-ar fi omorât întrucât nu i s-a acordat autoritatea de a efectua o execuție. Abdrabu a declarat, de asemenea, că nu și-ar cere scuze de la fata lui Foda, pentru a nu o răni să știe că tatăl ei a fost un "kafir" (infidel). Într-un interviu difuzat pe Al-Arabiya TV la 14 iunie 2013, Abdrabu apără moartea lui Foda, spunând că: "Pedeapsa pentru un apostat este moartea, chiar dacă acesta se căiește(..) dacă un conducător nu implementează Shari'a (legea islamică), oricare din cetățenii ei este îndreptățit să efectueze pedeapsa lui Dumnezeu." Abdrabu a spus de asemenea că "Farag Foda este mort și va primi exact ceea ce merită în viața de Apoi. Întrebat despre sentimentele copiilor lui Foda, Abdrabu l-a acuzat pe cel care susținea interviul de folosirea de "metode veninoase" împotriva lui și apoi a susținut "Dă-mi voie să te întreb dacă tu nu ai fi rănit de cineva care îl batjocorește pe Profet și nevestele lui? Ce îți creează mai multă durere și suferință? Dacă spui ca Farag Foda, atunci ar trebui să-ți re-examinezi credința."

## Cărți
Farag Foda a scris 12 cărți în arabă:
- Adevărul absent
- Discuții asupra Sharia
- Vestitorul
- Unde duce sectarismul?
- Înaintea Căderii – Printat pentru prima oară în 1985. Printat pentru a doua oară în 1995.
- Discuții asupra Laicismului – Printat pentru prima oară în 1993. Printat pentru a doua oară în 2005.
- Avertizarea – Printat pentru prima oară în 1989. Printat pentru a doua oară în 2005.
- Cei păgubiți – Printat pentru prima oară în 1985. Printat pentru a doua oară în 2004.
- A fi sau a nu fi – Printat pentru prima oară în 1988. Printat pentru a doua oară în 2004.
- Căsătoria de plăcere –  Printat pentru prima oară în 1990. Printat pentru a doua oară în 2004.
- Jocul
- Ca să nu rămână goale cuvintele

## Situația intelectualilor egipteni
Foda nu este primul intelectual atacat în Egipt. Câștigătorul premiului Nobel, romancierul Najib Mahfuz a fost înjunghiat în apropierea casei sale datorită referințelor sale alegorice la profeți în scrierile sale, considerate blasfemiatoare.
În urma uciderii lui Foda, intelectualii egipteni formează "Societatea Egipteană pentru Iluminare"